# Finska Läkaresällskapet
Finska Läkaresällskapet är de finlandssvenska läkarnas vetenskapliga samfund. Det grundades 1835 och räknas som tredje äldst av de lärda samfunden i Finland, efter Societas pro Fauna et Flora Fennica (1821) och Finska litteratursällskapet (1831).
Initiativtagare till grundandet av Finska Läkaresällskapet var Carl Daniel von Haartman, som också var sällskapets förste ordförande. Dess syfte är att utveckla den medicinska vetenskapen och hälso- och sjukvården, att främja läkarnas fortbildning, att understödja svenskspråkig och internationell publikationsverksamhet samt att upprätthålla nationellt och internationellt samarbete på medicinens område. Sällskapets fonder understödjer vetenskaplig forskning med pris och stipendier. Sedan 1841 utges tidskriften Finska Läkaresällskapets Handlingar.
Sällskapet hade 2003 drygt ett tusen ledamöter.